# Morska Graniczna Placówka Kontrolna Kołobrzeg
Morska Graniczna Kontrolna Kołobrzeg/Graniczna Placówka Kontrolna Kołobrzeg – zlikwidowany pododdział Wojsk Ochrony Pogranicza wykonujący kontrolę graniczną osób, towarów i jednostek pływających bezpośrednio w przejściu granicznym na granicy morskiej.
Graniczna Placówka Kontrolna Straży Granicznej w Kołobrzegu – zlikwidowana graniczna jednostka organizacyjna Straży Granicznej wykonująca kontrolę graniczną osób i jednostek pływających bezpośrednio w przejściu granicznym na granicy morskiej.

## Formowanie i zmiany organizacyjne
Morska Graniczna Kontrolna Kołobrzeg (MGPK Kołobrzeg) sformowana została w 1947 według etatu nr 7/35 o stanie 16+1

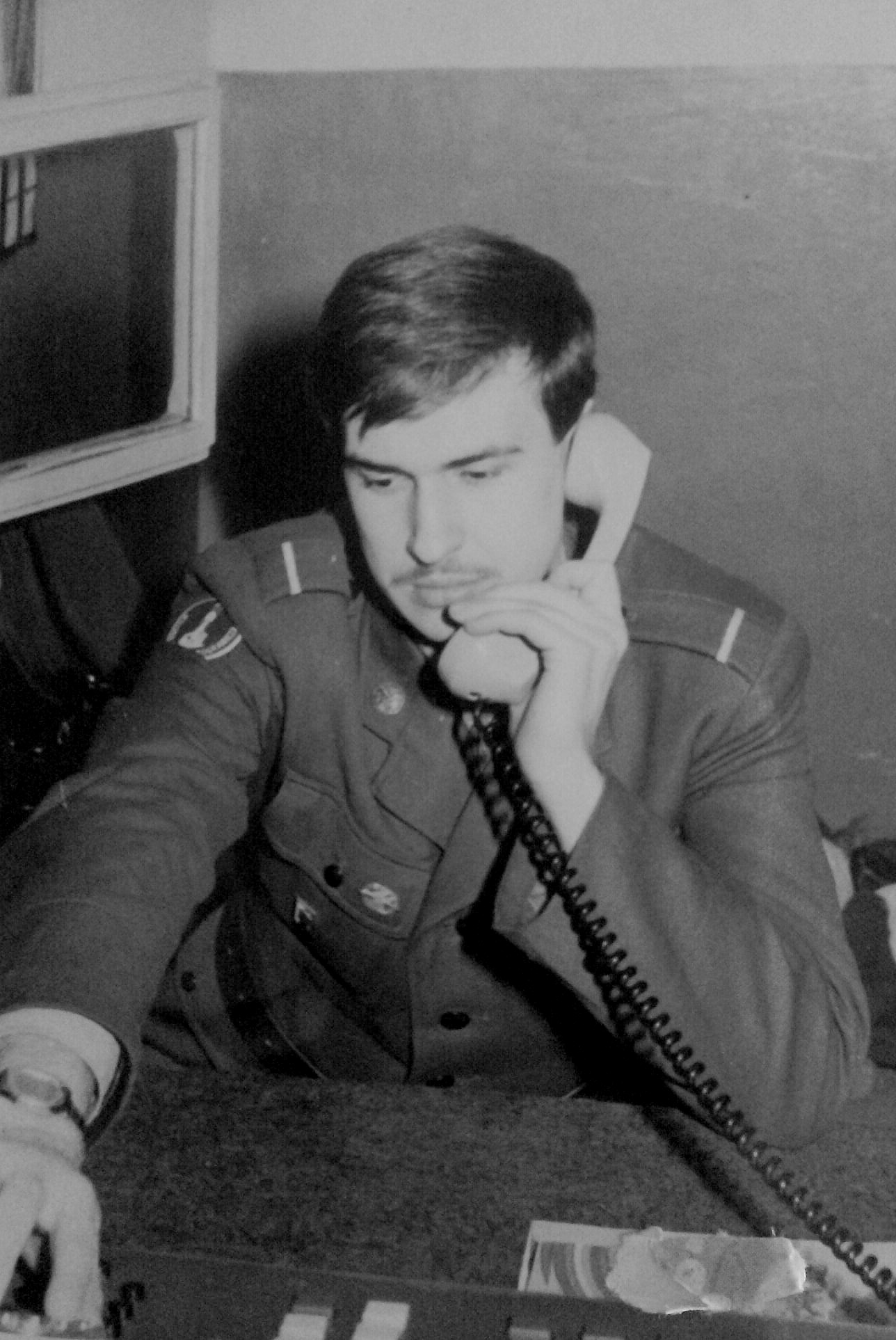
Żołnierz WOP podczas służby dyżurnego telefonisty GPK Kołobrzeg (wiosna 1990)

W 1948 pododdział przekazany został do  Ministerstwa Bezpieczeństwa Publicznego. Graniczna Placówka Kontrolna nr 18 „Kołobrzeg” (morska) podlegała 12 Brygadzie Ochrony Pogranicza.
W 1949 przeformowana została  na etat 96/9
W 1950, będąc w składzie w składzie 15 Brygady WOP graniczna placówka kontrolna przeformowana została na etat 96/13.
W 1952 włączona została w etat 15 Brygady WOP nr 352/7.
Do 30 kwietnia 1960 funkcjonowała jako Placówka Kontroli Rybołówstwa w Kołobrzegu w strukturach 15 Bałtyckiej Brygadzie WOP, a od 1 maja 1960 jako Graniczna Placówka Kontrolna w Kołobrzegu ww. brygady WOP.
1 lipca 1965 WOP podporządkowano Ministerstwu Obrony Narodowej, Dowództwo WOP przeformowano na Szefostwo WOP z podległością Głównemu Inspektoratowi Obrony Terytorialnej. Do Ministerstwa Spraw Wewnętrznych odeszła cała kontrola ruchu granicznego oraz ochrona GPK. Tym samym naruszono jednolity system ochrony granicy państwowej. GPK Kołobrzeg weszła w podporządkowanie Wydziału Kontroli Ruchu Granicznego Komendy Wojewódzkiej Milicji Obywatelskiej, kontrolę graniczną wykonywali funkcjonariusze Milicji Obywatelskiej podlegli MSW.
1 października 1971 WOP został podporządkowany pod względem operacyjnym, a od 1 stycznia 1972 pod względem gospodarczym MSW. Do WOP powrócił cały pion kontroli ruchu granicznego wraz z przejściami. Przywrócono jednolity system ochrony granicy państwowej. GPK Kołobrzeg podlegała bezpośrednio pod sztab Bałtyckiejj Brygady WOP w Koszalinie.
Graniczna Placówka Kontrolna Kołobrzeg do marca 1990 była w strukturach Bałtyckiej Brygady Wojsk Ochrony Pogranicza, a od kwietnia utworzono Bałtyckiego Oddziału Wojsk Ochrony Pogranicza, do 15 maja 1991.
Graniczna Placówka Kontrolna Kołobrzeg miała początkowo swoją siedzibę na komendzie milicji i kolejno: samodzielny budynek przy ulicy Sienkiewicza, a następnie na terenie PŻB i dysponowała dwoma budynkami o powierzchni użytkowej 1400 m², 150 m nabrzeża służbowego i 60 miejsc parkingowych.
Straż Graniczna:
16 maja 1991 po rozwiązaniu Wojsk Ochrony Pogranicza, ochronę granicy państwowej przejęła nowo sformowana Straż Graniczna, Graniczna Placówka Kontrolna Kołobrzeg weszła w podporządkowanie Bałtyckiego Oddziału Straży Granicznej i przyjęła nazwę Graniczna Placówka Kontrolna Straży Granicznej w Kołobrzegu' (GPK SG w Kołobrzegu).
Od 2 czerwca 1992 Graniczna Placówka Kontrolna Straży Granicznej w Kołobrzegu weszła w struktury Morskiego Oddziału Straży Granicznej, który przystąpił do realizacji zadań w ochronie granicy państwowej w oparciu o nową strukturę organizacyjną .
W 2000 rozpoczęła się reorganizacja struktur Straży Granicznej związana z przygotowaniem Polski do wstąpienia, do Unii Europejskiej i przystąpieniem do Traktatu z Schengen. Podczas restrukturyzacji wprowadzono kompleksową ochronę granicy już na najniższym szczeblu organizacyjnym tj. strażnica i graniczna placówka kontrolna. Wprowadzona całościowa ochrona granicy zniosła podział na graniczne jednostki organizacyjne ochraniające tylko tzw. „zieloną granicę” i prowadzące tylko kontrole ruchu granicznego. W wyniku tego, z dniem 2 stycznia 2003 strażnice SG w: Kołobrzegu, Dźwirzynie i GPK SG w Kołobrzegu  zostały połączone w jeden organizm pod nazwą Graniczna Placówka Kontrolna Straży Granicznej w Kołobrzegu w strukturach Morskiego Oddziału Straży Granicznej.
Jako Graniczna Placówka Kontrolna Straży Granicznej w Kołobrzegu funkcjonowała do 23 sierpnia 2005 i 24 sierpnia 2005 została przekształcona na Placówkę Straży Granicznej w Kołobrzegu (PSG w Kołobrzegu) w strukturach Morskiego Oddziału Straży Granicznej.

## Podległe przejście graniczne
- Kołobrzeg (morskie).

## Dowódcy/komendanci granicznej placówki kontrolnej
- por. Jan Sawicki (od 1947)
- Włodzimierz Mieszczak (01.10.1960–08.09.1963)[3]
- mjr Henryk Kęsicki (był w 1982–był w 1983)
- ppłk Tadeusz Kaczyński (01.12.1986–był 31.07.1990)[12]

Komendanci GPK SG:
- kpt. SG Jarosław Tarnawczyk (od 1991)[13]
- mjr SG Jerzy Mazur (był w 2002)[14].